# Bürgerkrieg im Südsudan 2013 bis 2018
Der Bürgerkrieg im Südsudan fand von Dezember 2013 bis Sommer 2018 statt. Die Konfliktparteien kämpften um die politische Führung des erst seit 2011 unabhängigen Staates Südsudan. Im Jahr 2020 bildeten die beiden konkurrierenden Seiten gemäß Friedensvertrag eine Einheitsregierung.

## Verlauf

### Beginn

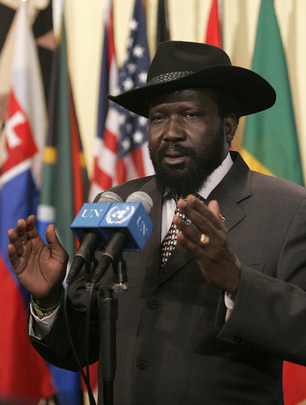
Salva Kiir (2009)
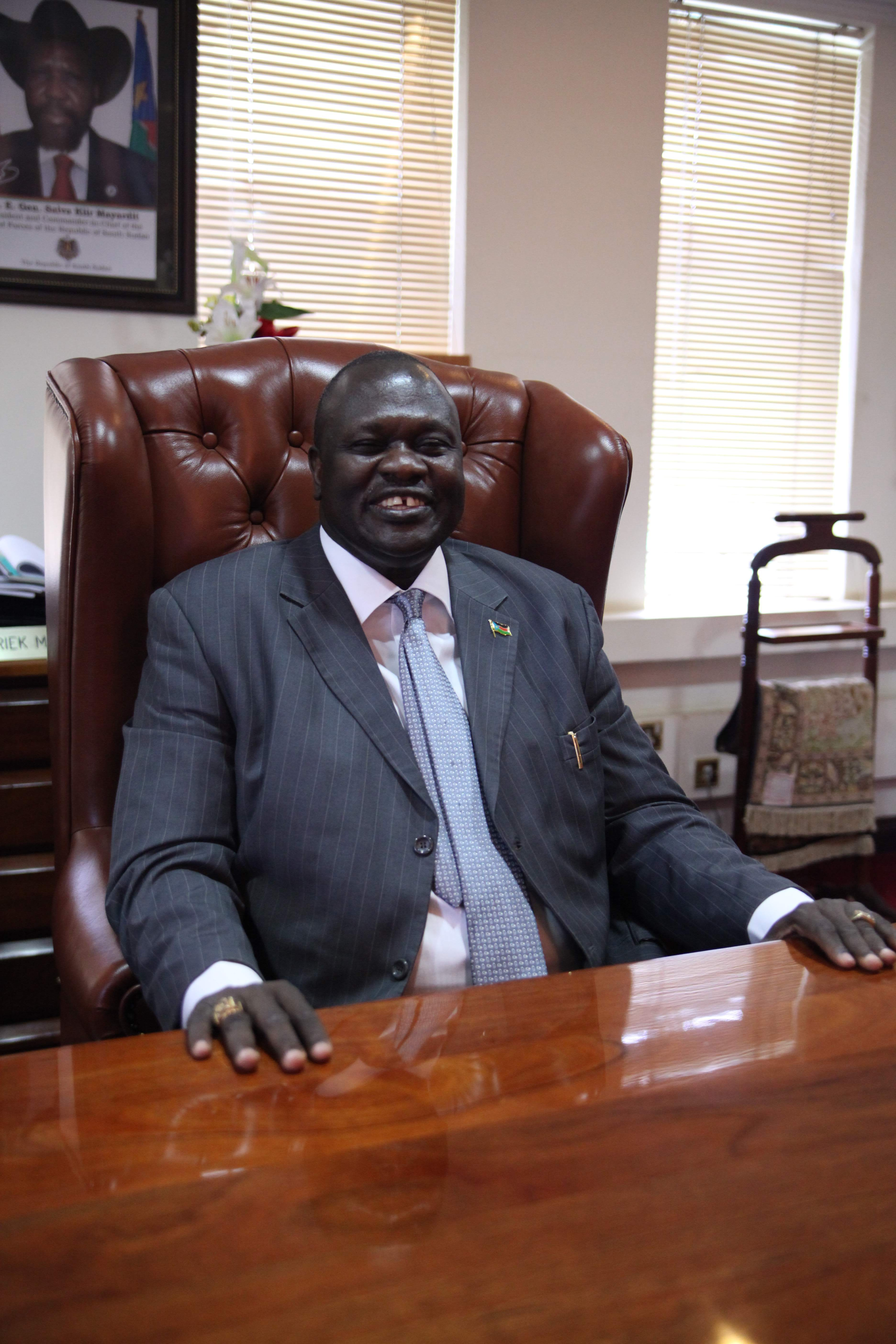
Riek Machar

Ausgangspunkt des Konflikts war eine bevorstehende Entwaffnung von Angehörigen der Nuer-Ethnie in der Präsidentengarde um den ehemaligen Vizepräsidenten Riek Machar, den Präsident Salva Kiir Mayardit im Juli 2013 entlassen hatte. Darüber hinausgehende ethnische Konflikte wurden in der Zivilbevölkerung befürchtet, da die beiden Kontrahenten unterschiedlichen Volksgruppen angehören – eine Annahme, die auch UN-Generalsekretär Ban Ki-moon teilte. Am 19. Dezember 2013 wurde das Flüchtlingscamp in Akobo in der Provinz Jonglei von 2000 Rebellen überrannt. Zwei indische UNMISS-Soldaten und 20 Zivilisten kamen dabei ums Leben, die verbliebenen 40 UN-Blauhelmsoldaten wurden abgezogen. Auch in der Provinzhauptstadt Bor, wo bereits im Jahr 2012 mehrere tausend Menschen bei Unruhen ums Leben kamen, kam es erneut zu Kämpfen. Die Vereinten Nationen beziffern die Zahl der Todesopfer insgesamt auf mehrere Tausend innerhalb einer Woche, hunderttausend Zivilisten seien aus ihrer Heimat geflohen, davon 45.000 in Flüchtlingslager der Vereinten Nationen.
Der UN-Sicherheitsrat beschloss, die Zahl der UNMISS-Blauhelme von 7000 um 5500 zu erhöhen. Der Generalsekretär der Vereinten Nationen appellierte an die beteiligten Unruhestifter: „Was immer auch ihre Meinungsverschiedenheiten sein mögen, sie können nicht die Gewalt rechtfertigen, die ihre junge Nation verschlingt.“ Ban Ki-moon forderte alle am Konflikt beteiligten Personen und Organisationen auf, an einer Mediation der Intergovernmental Authority on Development (IGAD) teilzunehmen, einer zwischenstaatlichen Organisation für Umweltschutz, Entwicklung und Friedenssicherung in Ostafrika. Auch die UNMISS-Leiterin Hilde F. Johnson und die Afrikanische Union befürworteten diesen lösungsorientierten Dialog zwischen den Konfliktparteien, ebenso der Weltsicherheitsrat auf seiner Sitzung am 24. Dezember 2013. Bei weiteren Gefechten insbesondere in den Bundesstaaten Jonglei und Unity starben weitere tausende Menschen; mehr als eine halbe Million Zivilisten waren Mitte Januar 2014 auf der Flucht, nach UN-Angaben 716.000 Menschen innerhalb des Südsudans, 156.800 in Nachbarländer. Die UNO warnte Anfang August 2014 vor einer humanitären Katastrophe mit Hungersnot und bezifferte die Zahl der „entwurzelten“ Menschen auf 1,5 Millionen seit Dezember 2013.

Ein US-Marine begleitet US-Staatsbürger bei ihrer Evakuierung (13. Januar 2014)

### Erster Waffenstillstand
Am 23. Januar 2014 einigten sich beide Seiten auf einen vorläufigen Waffenstillstand und weitere Verhandlungen zu einem Friedensvertrag, falls der Waffenstillstand stabil bleiben sollte. Unter Vermittlung der IGAD und der Entsendung von Militär aus anderen ostafrikanischen Staaten konnten in der äthiopischen Hauptstadt Addis Abeba der Verhandlungsführer der Regierung, Nhial Deng Nhial, und Abgesandte von Riek Machar einen ersten Verhandlungserfolg erzielen. Die Zusicherung des Waffenstillstandes binnen 24 Stunden, sowie die Einrichtung humanitärer Korridore unterzeichneten neben General Taban Deng Gai als Delegiertem der Opposition auch der äthiopische Gastgeber Seyoum Mesfin, sowie die Generäle Lazaro Sumbeiywo und Mohamed Ahmed M. El Dabi als Gesandte der IGAD. Die Verhandlungsführer beriefen sich dabei auf die vorläufige Verfassung des Südsudan von 2011, die alle Parteien zu einem aufrichtigen Heilungsprozess im jungen Staat durch Dialog verpflichtet. Die Nachbarstaaten garantierten die Souveränität des Südsudan. Dennoch wurde der Konflikt nach einer 4-wöchigen weitgehenden Waffenruhe fortgesetzt, Nuer-Rebellen besetzten die Ölstadt Malakal. Die geplanten Friedensverhandlungen waren nicht in Gang gekommen. Tulio Odongi, der SPLM-Fraktionschef in Südsudans Parlament, erklärte, dass bis zu 70 % der südsudanesischen Armee desertiert sei, besonders zahlreich in der umkämpften Region Upper Nile. Amnesty International berichtete im Mai 2014 von massiven Menschenrechtsverletzungen mit Gräueltaten auch an schwangeren Frauen, sowie Kindern und alten Menschen während der Unruhen. Zudem waren 11.000 Flüchtlinge im Mai nach Äthiopien geflohen. Nach einer Vermittlungsmission durch UN-Generalsekretär Ban Ki-moon wurde am 5. Mai von Unterhändlern eine Waffenruhe vereinbart, die ab 7. Mai gelten sollte.

### Zweiter Waffenstillstand
Am 9. Mai 2014 kam es daraufhin erneut zu Friedensverhandlungen in Addis Abeba, mit erstmaligen direkten Gesprächen zwischen Kiir und Machar seit Beginn des Bürgerkriegs. Unter Vermittlung des ehemaligen AU-Vorsitzenden Hailemariam Desalegn und IGAD-Unterhändler Seyoum Mesfin wurde ein Friedensvertrag geschlossen: Ein Ende der Feindseligkeiten innerhalb 24 Stunden, eine Übergangsregierung im Konsensverfahren, baldige Neuwahlen und ein erneutes Treffen nach 30 Tagen wurden vereinbart. Machar sprach von einem „sinnlosen Krieg“. Fünf Millionen Menschen benötigen nach UN-Schätzungen im Mai 2014 inzwischen humanitäre Hilfe. Vor allzu optimistischen Einschätzungen wurde jedoch gewarnt, da eine Hungersnot befürchtet wird, wenn die Bauern nicht zu Anfang der Regenzeit aussäen können. Die UN beluden in Juba Schiffe mit Hilfsgütern für die Städte Bentiu und Malakal in den umkämpften ölreichen Bundesstaaten im Norden des Landes als kurzfristige Soforthilfe.

### Friedensverhandlungen und Wiederaufflammen der Kämpfe
Im August 2015 einigten sich die Parteien bei Gesprächen in Äthiopien auf einen Friedensvertrag. Es sollte eine Regierung der nationalen Einheit gebildet werden. Die Gespräche wurden möglich, da die Mehrheit der Regierungstruppen aus Juba in die Umgebung abgezogen wurde und die UNMISS begann, 1370 Rebellen in die Hauptstadt zu fliegen.
Im März 2016 gab ein UN-Vertreter bekannt, dass bis zu dem Zeitpunkt mehr als 50.000 Menschen im Bürgerkrieg getötet und 2,2 Millionen vertrieben wurden.
Am 11. März 2016 veröffentlichte der UNO-Hochkommissar für Menschenrechte, Said Raad al-Hussein, einen Bericht über Massenvergewaltigungen im Bürgerkrieg. Laut dem Bericht wurden 2015 innerhalb von fünf Monaten allein im südsudanesischen Bundesstaat Unity 1300 Vergewaltigungen verübt. Die Massenvergewaltigungen würden von der Regierung aber auch von den Rebellen als Entlohnung für ihre Kämpfer eingesetzt. Da sie systematisch stattfanden und jeweils gegen bestimmte ethnische Gruppen gerichtet waren seien sie als Kriegsverbrechen und Verbrechen gegen die Menschlichkeit einzustufen.
Am 26. April 2016 wurde Rebellenführer Riek Machar gemäß der Friedensvereinbarung vom August 2015 als Vizepräsident angelobt.
Am 24. Mai 2016 berichtete Human Rights Watch von Kriegsverbrechen im Westen des Landes. Zahlreiche Zivilisten seien getötet, gefoltert und vergewaltigt worden. Außerdem sprach HRW von Plünderungen und Brandstiftungen.
Am 22. Juni 2016 veröffentlichten Ärzte ohne Grenzen (MSF) einen Bericht zu einem Massaker in einer UNO-Schutzzone in Malakal im Februar 2016. Dabei seien innerhalb eines Tages 25 bis 65 Zivilisten ums Leben gekommen und mindestens 108 Menschen wurden verletzt. Im Zuge dessen wurden 3700 Unterkünfte verbrannt. Die UNMISS habe trotz starker Militärpräsenz und klaren Mandats den Waffentransport und die Angriffe nicht verhindert und extrem langsam reagiert. MSF warf UNMISS außerdem vor, die Schutzzone schließen und die Bewohner umsiedeln zu wollen.
Ende Juni 2016 flammten die Kampfhandlungen wieder auf. Laut Angaben der Regierung kamen innerhalb einer Woche bei Kämpfen gegen Milizführer Ali Tamin Fatan an der Grenze zur Zentralafrikanischen Republik 43 Menschen – 39 Zivilisten und vier Polizisten – ums Leben.
Zwischen dem 8. und 10. Juli 2016 wurden nach Regierungsangaben in der Hauptstadt Juba ca. 270 Menschen durch Kämpfe getötet, die durch eine tödliche Auseinandersetzung an einem Kontrollposten einen Tag zuvor ausgelöst worden waren. Dabei kam es auch zu Beschädigungen zweier Unterkünfte der UN-Mission. Präsident Salva Kiir Mayardit und die Vereinten Nationen forderten ein sofortiges Ende der Kämpfe zwischen der Armee und den Truppen des Vizepräsidenten Riek Machar; u. a. kam der UN-Sicherheitsrat für eine Sondersitzung zum Thema zusammen. In der Nacht zum 11. Juli 2016 zog das US-Außenministerium alle Mitarbeiter seiner Botschaft in Juba ab, deren Dienst nicht unverzichtbar sei.
Nachdem im Juli mehr als 270 Tote durch neue Kämpfe zu beklagen waren, stimmten die Vereinten Nationen geschlossen für eine Verlängerung des Friedenseinsatzes über den 31. Juli hinaus bis zum 12. August 2016. Damit soll den Diplomaten mehr Zeit für eine Lösung des Konflikts und der Ausarbeitung einer neuen Resolution gegeben werden, u. a. werden ein Waffenembargo und die Entsendung neuer Truppen in Betracht gezogen. Die US-amerikanischen UN-Botschafterin Samantha Power kritisierte, dass die 12.000 bewaffneten UN-Friedenstruppen im Land nicht dazu in der Lage seien, ihre Pflicht zu erfüllen. Zuvor hatte Präsident Salva Kiir Mayardit seinen rivalisierenden Vizepräsidenten Riek Machar durch den bisherigen Bergbauminister Taban Deng Gai ersetzt. Nach einem Angriff auf sein Wohnhaus in Juba ist Machars Aufenthaltsort nicht bekannt und er hatte ein 48-stündiges Ultimatum Kiirs verstreichen lassen, um in die Hauptstadt zurückzukehren und das geschlossene Friedensabkommen zu retten. Durch die Kämpfe flohen laut UN-Angaben mehr als 830.000 Menschen in die Nachbarländer Äthiopien, Sudan und Uganda, der Großteil davon Frauen und Kinder.
Am 17. August 2016 gaben Rebellensprecher bekannt, dass Riek Machar nach einem Attentat aufgrund einer Verletzung ins Ausland geflohen sei. Ein Hubschrauber der Mission der Vereinten Nationen für die Stabilisierung in der Demokratischen Republik Kongo (MONUSCO) habe ihn im nordkongolesischen Gebiet nahe der Grenze aufgenommen und zusammen mit seiner Frau und zehn bewaffneten Leibwächtern nach Kisangani geflogen.
Am 20. Februar 2017 stellten die drei UN-Sonderorganisationen FAO, UNICEF und WFP anhand der IPC-Skala offiziell das Bestehen einer Hungersnot in den Landkreisen Leer und Mayendit im Bundesstaat Unity fest. 100.000 Menschen seien akut vom Hungertod bedroht. Auf dem afrikanischen Kontinent war letztmals im Jahr 2011 eine Hungersnot erklärt worden.
Im März 2017 warf ein UN Berichterstatter der Regierung vor, Angehörige der Dinka-Volksgruppe in Gebieten anzusiedeln, aus denen zuvor Schilluk vertrieben worden waren. Weiterhin seien Morde, Vergewaltigungen, grundlose Verhaftungen alltäglich geworden. In ähnlicher Weise warnte der UN-Sonderberater für die Verhinderung von Völkermord, Adama Dieng, im November 2016 aufgrund der zunehmenden ethnischen Polarisierung des Konflikts vor einem drohenden Völkermord.

### Dritter Waffenstillstand (2018) und weitere Entwicklung
Am 27. Juni 2018 vereinbarten die Konfliktparteien in Khartum einen Waffenstillstand, am 12. September schlossen sie in Addis Abeba einen Friedensvertrag. Dennoch forderte der Krieg auch im Folgejahr weitere Opfer, etwa durch den Terroranschlag am 28. Mai 2019. Im Februar 2020 wurde eine Einheitsregierung mit Riek Machar als Vizepräsidenten gebildet.